# Slachter van Bergen
De slachter van Bergen (Frans: Dépeceur de Mons) was een seriemoordenaar die van 1996 tot 1997 actief was in het Belgische Bergen. De minstens vijf moorden werden nooit opgelost en de dader werd nooit gevonden.
De eerste drie slachtoffers verdwenen in 1996. Alle drie leefden ze aan de rand van de maatschappij. De media besteedden in eerste instantie weinig aandacht aan de vermissing van de drie vrouwen. Pas na de vondst van de menselijke resten en de verdwijning van nog twee vrouwen in 1997 komt het onderzoek op gang. Daarbij kreeg de Belgische politie hulp van de FBI.
Op 22 maart 1997 vond politieagent Olivier Motte tijdens een patrouille te paard toevallig verschillende vuilniszakken met menselijke resten. Bij het zien van de vuilniszakken denkt hij in eerste instantie aan afvaldumping, tot hij een bebloede hand uit één van de vuilniszakken ziet steken. Later vindt de politie in de omgeving van Bergen meer zakken met lichaamsdelen. In totaal zijn 37 verschillende lichaamsdelen van de vijf slachtoffers gevonden.

## Slachtoffers
- Carmelina Russo (46), verdwenen op 4 januari 1996.
- Martine Bohn (43), verdwenen op 20 juli 1996.
- Jacqueline Leclerq (33), verdwenen op 22 december 1996.
- Nathalie Godart (21), verdwenen op 16 maart 1997.
- Begonia Valencia (38), verdwenen op 3 juli 1997.[5]

## Gevonden stoffelijke overschotten
De gevonden stoffelijke overschotten zaten in verschillende zakken. Geen enkele keer zaten er meerdere lichaamsdelen van dezelfde vrouw in één zak. Op één van de zakken stond 'gemeente Knokke'. De overschotten waren op het moment dat ze gevonden werden steeds 'vers', wat de politie doet vermoeden dat de slachtoffers óf een tijd gevangen zijn gehouden, óf dat de overschotten van de slachtoffers in bijvoorbeeld vriezers zijn bewaard.
De gevonden stoffelijke overschotten:
- Het bekken van Russo werd gevonden in het Franse Château-l'Abbaye, op 21 januari 1996.
- De romp van Martine Bohn werd gevonden in de Hene, op 21 juli 1996.
- 9 vuilniszakken gevonden in Cuesmes, met onder meer resten van Leclercq, op 22 maart 1997.
- 2 vuilniszakken gevonden in Cuesmes en in de Chemin de l'Inquiétude, met onder meer de ledematen van Martine Bohn en de romp van een ander slachtoffer, op 23 en 24 maart 1997.
- Gevonden in Havré, waaronder het hoofd van Nathalie Godart, op 12 april 1997.
- 2 vuilniszakken gevonden in Havré, op 18 april 1997.
- De schedel van Valencia werd gevonden in Hyon, op 17 oktober 1997.
- Halswervels en tanden van Valencia werden gevonden in Hyon, op 27 april 1998.[6]

## Media
In maart 2022 verscheen het boek 'Il est moins cinq...' van Morgan Vanlerberghe en Dani Corlana over de moorden.